# Henstridge (Somerset)
Pour les articles homonymes, voir Henstridge.
Henstridge est une paroisse civile et un village du Somerset, en Angleterre.